# Gottfried Krafft
Gottfried Krafft (auch niederländisch Graaft, oder Godefroi Krafft) war ein Gemmenschneider aus Danzig.
Lorenz Natter nannte ihn in seiner Traité de la méthode … als seinen Schüler. Francisco Victorio schrieb in seiner Dissertatio glyptographica aus dem Jahr 1735 über dessen Namen.

“Godefridus Graaftt Vir Hanseaticus, qui difficultate nominis pronunciandi apud nos Italos, vulgo nuncupatur il Tedesco, a regione, qua Romam perrexit, antonomasticum nomen adeptus”

„Godefridus Graaftt, ein Hanseat, der bei uns Italienern Schwierigkeiten beim Aussprechen [seines Namens] bereitete, wurde daher allgemein il Tedesco genannt, nach der Region, aus der er nach Rom gekommen war“

So kam es, dass er auch in Rom, wo er 1750 tätig war, italienisch il Tedesco ‚Der Deutsche‘ genannt wurde. Dies aber lag eher an der Gewohnheit der Italiener, insbesondere der Künstler, sich gegenseitig beim Taufnamen oder nach dem Heimatland zu bezeichnen. Er soll laut Rudolf Erich Raspe, der von ihm eine Kamee mit dem Kopf des Augustus erwarb, in der Art des Anton Pichler gearbeitet haben.